# Лејк Риверсајд (Калифорнија)
Лејк Риверсајд (енгл. Lake Riverside) насељено је место без административног статуса у америчкој савезној држави Калифорнија.

## Демографија
По попису из 2010. године број становника је 1.173.
| Група             | 2000.    | 2010.       |
| Белци             | 0 (0,0%) | 917 (78,2%) |
| Афроамериканци    | 0 (0,0%) | 21 (1,8%)   |
| Азијати           | 0 (0,0%) | 2 (0,2%)    |
| Хиспаноамериканци | 0 (0,0%) | 186 (15,9%) |
| Укупно            | 0        | 1.173       |